# Public Enemy
Pour les articles homonymes, voir Public Enemy (homonymie).
Public Enemy est un groupe de hip-hop américain, originaire de Long Island, New York. Composé de Chuck D, Flavor Flav, DJ Lord, le groupe S1W, Khari Wynn et Professor Griff, et formé en 1982, Public Enemy est un groupe connu pour ses paroles politiquement controversées et ses critiques des médias américains, accompagnées d'un intérêt prononcé pour les frustrations et problèmes rencontrés dans la communauté afro-américaine. Leurs quatre premiers albums, parus dans les années 1980 et 1990, ont été certifiés disques d'or ou de platine et ont été, d'après le critique musical Robert Hilburn, « les œuvres les plus acclamées jamais composées par un groupe de rap. » En 2004, le magazine Rolling Stone classe Public Enemy à la 44e place dans sa liste Immortals: 100 Greatest Artists of All Time. Le groupe rejoint le Long Island Music Hall of Fame (en) en 2007 et le Rock and Roll Hall of Fame le 11 décembre 2012, faisant de lui le quatrième groupe hip-hop à y être ajouté après Grandmaster Flash and the Furious Five, Run–D.M.C. et les Beastie Boys.

## Biographie

### Formation et débuts (1982–1986)
Souhaitant développer ses talents comme MC accompagné de Flavor Flav, tandis qu'il travaillait pour son père, Chuck D (Carlton Douglas Ridenhour) et le collectif Spectrum City, font paraître Check Out the Radio, précédé par Lies. Chuck D fait paraître une cassette audio promotionnelle pour WBAU (une chaîne de radio dans laquelle il travaillait à cette époque). Beaucoup plus tard, avec l'arrivée de Flavor Flav et d'un autre disc jockey nommé Terminator X, le groupe Public Enemy se forme. Selon Chuck, S1W, qui signifie Security of the First World, « prouve que le noir peut être aussi intelligent et fort. Ça veut dire qu'on est pas des personnes de seconde zone [...]. » Public Enemy participe ensuite à une tournée aux côtés des Beastie Boys, et fait paraître son premier album intitulé Yo! Bum Rush the Show en 1987. Au fil des années, Public Enemy fait paraître It Takes a Nation of Millions to Hold Us Back, Fear of a Black Planet, et Apocalypse 91... The Enemy Strikes Black. En plus de sa contribution à l'avènement de l'âge d'or du hip-hop, pendant cette même période, Public Enemy atteint son pic de popularité et de controverses. Le groupe se sépare ensuite de Def Jam, et se met désormais indépendamment à la production, au marketing, et à la publication de leur musique.

### Succès (1987–1994)
Leur premier album, Yo! Bum Rush the Show, est commercialisé en 1987, et très bien accueilli. L'album marque la première étape du groupe vers la célébrité. En octobre 1987, le critique musical Simon Reynolds décrit Public Enemy comme un « groupe superlatif rock. » Ils font ensuite paraître leur second album It Takes a Nation of Millions to Hold Us Back en 1988, qui a fait mieux que les précédents albums du groupe, et présente les singles à succès Don't Believe the Hype et Bring The Noise. Nation of Millions... (dont le morceau Security of the First World utilisé pour le morceau Justify My Love de Madonna) est le premier album hip-hop à être élu album de l'année par le très influent Pazz & Jop. En 1989, le groupe revient en studio pour enregistrer l'album Fear of a Black Planet, qui est une continuité de leur thème politique controversé. Il contribue à populariser les thèses de Frances Cress Welsing, citée dans la chanson Meet the G that Killed Me qui présente une version complotiste de l'origine du sida. L'album devait initialement paraître en 1989, mais il est repoussé en avril 1990. Il s'agit dès lors de leur meilleur album[réf. nécessaire] paru à ce jour[Quand ?] qui sera, en 2005, sélectionné pour sa sauvegarde à la Bibliothèque du Congrès. Il présente les titres Welcome to the Terrodome, 911 Is a Joke, et Fight the Power. Fight the Power est considérée comme l'une des chansons les plus populaires et influentes de l'histoire du hip-hop. Public Enemy a également participé à une collaboration avec le groupe de thrash metal Anthrax sur le titre Bring of the noise en 1991 apparue sur l'EP Attack of the Killer B's.
L'album suivant du groupe, Apocalypse 91... The Enemy Strikes Black, continue dans cette lancée, avec des titres comme Can't Truss It, qui parle de l'histoire de l'esclavage et de la manière dont la communauté afro-américaine peut riposter face aux oppressions. L'album présente également le titre et clip controversé By the Time I Get to Arizona, représentant la frustration ressentie par la communauté noire lorsque certains États du pays n'ont pas reconnu la journée nationale de Martin Luther King. La vidéo représente les membres de Public Enemy exprimer leur colère sur des politiciens de ces États. En 1992, le groupe est le premier groupe de rap à participer au Reading Festival, en Angleterre.

### Derniers événements (depuis 1998)
À la suite d'un accident de moto en 1994 et une profonde blessure à sa jambe gauche qui l'a mené à de longs mois d'hospitalisation, Terminator X repart dans sa vieille ferme dans le Comté de Vance, en Caroline du Nord. En 1998, il se disait prêt à quitter le groupe et à se focaliser à plein temps sur un élevage d'autruches dans sa ferme. À la fin 1998, le groupe se met à la recherche d'un remplaçant permanent pour Terminator X. Après quelques mois à la recherche d'un DJ, Professor Griff aperçoit DJ Lord au Vestax Battle et lui demande de devenir DJ de Public Enemy. DJ Lord se joint au groupe en tant que DJ à plein temps pour le Public Enemy’s 40th World Tour. Depuis 1999, il est le DJ officiel pour Public Enemy sur les albums et les tournées mondiales, en plus des compétitions de mix, dont les multiples finales DMC World DJ Championships.
En 2007, le groupe fait paraître un album intitulé How You Sell Soul to a Soulless People Who Sold Their Soul?. Le single principal de l'album s'intitule Harder Than You Think. Quatre ans après How You Sell Soul..., en janvier 2011, Public Enemy fait paraître l'album Beats and Places, une compilation composée de remixes et de pistes « disparues ». Le 13 juillet 2012, Most of My Heroes Still Don't Appear on No Stamp est exclusivement paru en ligne sur iTunes. En juillet 2012, un court remix du titre Harder Than You Think est présenté sur une publicité pour les Jeux paralympiques d'été de 2012 à Londres. La publicité permet au remix d'atteindre la 4e place du UK singles chart le 2 septembre 2012. Le 30 juillet 2012, Public Enemy participe à un free concert avec Salt-N-Pepa et Kid 'n Play au Wingate Park de Brooklyn. Le 26 août 2012, le groupe participe au festival South West Four de Clapham Common à Londres. Le 1er octobre 2012, The Evil Empire of Everything est paru. Le 29 juin 2013, ils participent au Glastonbury Festival 2013. Le 14 septembre 2013, ils participent au Riot Fest & Carnival 2013 de Chicago, dans l'Illinois.
Le 28 août 2020, le groupe annonce qu'il réintègre le label Def Jam. 

## Formation

### Membres actuels
- Chuck D (Carlton D. Ridenhour) - MC
- Flavor Flav (William Drayton) – hype man, occasionnellement au chant
- Professor Griff (Richard Griffin) - Chant
- Khari Wynn – réalisateur musical
- DJ Lord (Lord Aswod) – DJ

### Anciens membres
- Terminator X (Norman Rogers) – DJ, producteur
- Professor Griff (Richard Griffin)
- Brother James (James Norman)
- Brother Roger
- The Interrorgator (Shawn K Carter)
- Crunch
- S1W : à l'origine, groupe assurant le service d'ordre lors de soirées du crew Spectrum City, ainsi que des meetings de la Fruit of Islam (FOI). Le groupe, constitué de James Bomb, Brother James 1, Brother Mike Enforcer 19 et Pop Diesel, assurent également les chorégraphies, basées sur les arts martiaux et le maniement des armes, lors des concerts.
  - Jacob « Big Jake » Shankle
- The Bomb Squad
  - Hank Shocklee (James Henry Boxley III) *membre original
  - Keith Shocklee (Keith Boxley) *membre original
  - Eric « Vietnam » Sadler *membre original
  - Gary G-Wiz (Gary Rinaldo) (prend la place d'Eric Sadler depuis son départ)

## Discographie

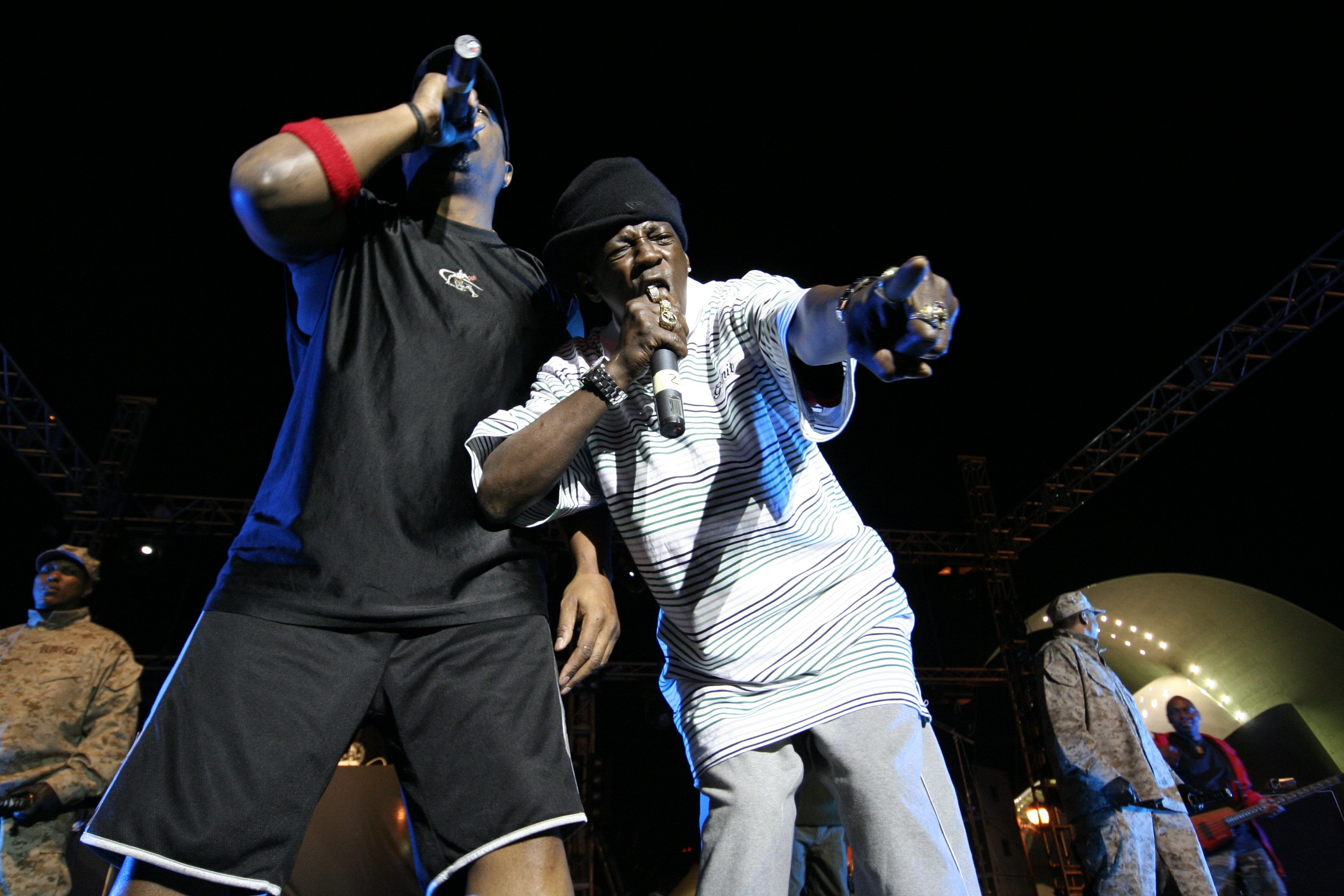
Public Enemy en concert aux îles Canaries en 2007.

### Albums studio
- 1987 : Yo! Bum Rush the Show
- 1988 : It Takes a Nation of Millions to Hold Us Back
- 1990 : Fear of a Black Planet
- 1991 : Apocalypse 91... The Enemy Strikes Black
- 1994 : Muse Sick-n-Hour Mess Age
- 1998 : He Got Game (bande originale de He Got Game de Spike Lee)
- 1999 : There's a Poison Goin' On...
- 2002 : Revolverlution
- 2005 : New Whirl Odor
- 2006 : Rebirth of a Nation
- 2007 : How You Sell Soul to a Soulless People Who Sold Their Soul?
- 2012 : Most of My Heroes Still Don't Appear on No Stamp
- 2012 : The Evil Empire of Everything
- 2015 : Man Plans God Laughs
- 2017 : Nothing Is Quick in the Desert
- 2020 : What You Gonna Do When The Grid Goes Down ?

### Albums live
- 2005 : It Takes a Nation: The First London Invasion Tour 1987
- 2007 : Fight the Power: Greatest Hits Live!
- 2015 : Live from Metropolis Studios

### Compilations
- 1992 : Greatest Misses
- 2001 : The Best of Public Enemy
- 2005 : Power to the People and the Beats: Public Enemy's Greatest Hits
- 2005 : Beats and Places
- 2013 : Planet Earth

### Remixes
- 2006 : Bring That Beat Back
- 2007 : Remix of a Nation (avec Paris)

## Distinctions
Grammy Awards
| Année | Nomination                               | Récompense                                        | Résultat   |
| ----- | ---------------------------------------- | ------------------------------------------------- | ---------- |
| 1990  | Fight the Power                          | Meilleure performance rap par un duo ou un groupe | Nomination |
| 1991  | Fear of a Black Planet                   | Meilleure performance rap par un duo ou un groupe | Nomination |
| 1992  | Apocalypse 91... The Enemy Strikes Black | Meilleure performance rap par un duo ou un groupe | Nomination |
| 1993  | Greatest Misses                          | Meilleure performance rap par un duo ou un groupe | Nomination |
| 1995  | Bring the Noise (avec Anthrax)           | Meilleure performance metal                       | Nomination |

American Music Awards
| Année | Nomination                                    | Récompense                | Résultat   |
| ----- | --------------------------------------------- | ------------------------- | ---------- |
| 1989  | It Takes a Nation of Millions to Hold Us Back | Album hip-hop/rap préféré | Nomination |
| 1991  | Fear of a Black Planet                        | Album hip-hop/rap préféré | Nomination |
| 1992  | Apocalypse 91... The Enemy Strikes Black      | Album hip-hop/rap préféré | Nomination |